# Djibuti nos Jogos Olímpicos de Verão da Juventude de 2010
O Djibuti participou dos Jogos Olímpicos de Verão da Juventude de 2010 em Singapura. Sua delegação foi composta por quatro atletas que competiram em dois esportes.

## Atletismo
| Evento           | Atleta                      | Qualificação  | Qualificação | Final      | Final        |
| Evento           | Atleta                      | Resultado     | Posição      | Resultado  | Posição      |
| ---------------- | --------------------------- | ------------- | ------------ | ---------- | ------------ |
| 3000 m masculino | Aboubaker Sougueh Houffaneh | Não completou | --           | Não largou | -- (Final B) |
| 1000 m feminino  | Fouad Abdi Soredo           | 3:19.46       | 25º (15º q1) | Não largou | -- (Final B) |
| 3000 m feminino  | Zourha Ali                  | Não completou | --           | Não largou | -- (Final B) |

## Natação
| Evento                | Atleta            | Qualificação | Qualificação | Semifinais  | Semifinais  | Final       | Final       |
| Evento                | Atleta            | Resultado    | Posição      | Resultado   | Posição     | Resultado   | Posição     |
| --------------------- | ----------------- | ------------ | ------------ | ----------- | ----------- | ----------- | ----------- |
| 50 m livre masculino  | Abdourahman Osman | 28.89        | 43º (5º q2)  | Não avançou | Não avançou | Não avançou | Não avançou |
| 100 m livre masculino | Abdourahman Osman | Não largou   | -- (-- q1)   | Não avançou | Não avançou | Não avançou | Não avançou |